# ヘキサドライブ
株式会社ヘキサドライブは、日本のコンピュータゲームソフト制作・開発会社。コンピュータエンターテインメント協会正会員。

## 概要
2007年2月、カプコンでメインプログラマーとして活躍していた松下正和が起業し設立。設立初期からプログラマー主体の社員構成である。松下によれば、オーダーをこなすだけでなく常にプラスアルファーを目指すという発想が根付いており、社内ではそれを「ヘキサイズム」と呼んでいる。
2008年1月、設立後初のタイトルとなる『Rez HD』（キューエンタテインメント）をリリース。同作以降、『大神 絶景版』（カプコン）、『メタルギアソリッド スネークイーター 3D』、『ZONE OF THE ENDERS HD EDITION』（いずれもコナミデジタルエンタテインメント） 、『ファイナルファンタジー零式 HD（スクウェア・エニックス）といった過去の名作タイトルの移植を多数担う。『ZONE OF THE ENDERS HD EDITION』は直接の移植ではなく修正パッチ開発を担当し、元の移植版で生じていた深刻な諸問題を解決した。
CEDEC AWARDS 2014「エンジニアリング部門」優秀賞を受賞。選考理由は「オリジナルのテイストを忠実に維持しつつ、画質の向上など数々の＋αを盛り込んだ。 作品への愛が感じられる、リメイクのお手本とも言える仕事ぶりを評価」とあり、HDリメイクの在り方を提示したことによるもの。
2015年、スタッフの一部がCygamesに移籍し、大阪Cygamesを立ち上げる。
本社・大阪開発の他、東京開発（東京都港区港南2丁目12番33号 品川キャナルビル6F）がある。

## 開発タイトル
| 発売日 | 発売日   | タイトル                                                 | プラットフォーム                  | 発売元                                     | 備考                                 |
| ------ | -------- | -------------------------------------------------------- | --------------------------------- | ------------------------------------------ | ------------------------------------ |
| 2008年 | 1月30日  | Rez HD                                                   | Xbox 360                          | キューエンタテインメント                   |                                      |
| 2010年 | 9月10日  | ヘキサリウム                                             | iOS                               | ヘキサリウム                               |                                      |
| 2010年 | 12月22日 | ザ・サード バースデイ                                    | PSP                               | スクウェア・エニックス                     | プログラム担当                       |
| 2012年 | 3月8日   | メタルギアソリッド スネークイーター 3D                   | 3DS                               | コナミデジタルエンタテインメント           | イマジカデジタルスケープとの共同開発 |
| 2012年 | 4月9日   | 拡散性ミリオンアーサー                                   | iOS/Android                       | スクウェア・エニックス                     | 動作改善協力                         |
| 2012年 | 9月19日  | DEMONS' SCORE                                            | iOS/Android                       | スクウェア・エニックス                     | iNiSとの共同開発                     |
| 2012年 | 11月1日  | 大神 絶景版                                              | PS3                               | カプコン                                   | イマジカデジタルスケープとの共同開発 |
| 2012年 | 11月22日 | エクストルーパーズ                                       | PS3                               | カプコン                                   |                                      |
| 2012年 | 12月8日  | メタルギア ソリッド ソーシャル・オプス                   | iOS/Android                       | コナミデジタルエンタテインメント グリー    | 開発・運営担当                       |
| 2012年 | 10月25日 | ZONE OF THE ENDERS HD EDITION                            | PS3                               | コナミデジタルエンタテインメント           | 修正パッチの開発                     |
| 2013年 | 8月24日  | The Wonderful 101                                        | Wii U                             | 任天堂                                     | プラチナゲームズへの開発協力         |
| 2013年 | 9月26日  | ゼルダの伝説 風のタクト HD                               | Wii U                             | 任天堂                                     | 技術協力                             |
| 2014年 | 5月8日   | モンスターハンター ポータブル 2nd G for iOS              | iOS                               | カプコン                                   |                                      |
| 2014年 | 12月8日  | ダイコン王の野望ッッッン!!                               | iOS/Android                       | ヘキサドライブ                             |                                      |
| 2015年 | 3月19日  | ファイナルファンタジー零式 HD                            | PS4・XONE・Steam                  | スクウェア・エニックス                     |                                      |
| 2015年 | 7月16日  | ランページ ランド ランカーズ                             | iOS・Android                      | スクウェア・エニックス                     |                                      |
| 2015年 | 9月12日  | アイテム代は経費で落ちない～no item, no quest～          | iOS・Android                      | ヘキサドライブ                             |                                      |
| 2016年 | 11月29日 | ファイナルファンタジーXV                                 | PS4・XONE                         | スクウェア・エニックス                     | 開発協力                             |
| 2017年 | 3月3日   | スーパーボンバーマン R                                   | Switch                            | コナミデジタルエンタテインメント           |                                      |
| 2017年 | 3月30日  | マリオスポーツ スーパースターズ                          | 3DS                               | 任天堂                                     | 技術協力                             |
| 2017年 | 8月14日  | 魔法パスワード1111                                       | iOS/Android                       | ヘキサドライブ                             |                                      |
| 2017年 | 12月11日 | MakeS -おはよう、私のセイ-                               | iOS/Android                       | ヘキサドライブ                             |                                      |
| 2017年 | 12月14日 | バイオハザード7 DLC「NOT A HERO」                        | PS4・XONE・Steam                  | カプコン                                   |                                      |
| 2018年 | 4月20日  | 【終末放送】世界を救う枠                                 | iOS/Android                       | ヘキサドライブ                             |                                      |
| 2019年 | 7月18日  | プロ野球スピリッツ2019                                   | PS4                               | コナミデジタルエンタテインメント           | 開発協力                             |
| 2019年 | 10月17日 | MONKEY KING ヒーロー・イズ・バック                       | PS4                               | ソニー・インタラクティブエンタテインメント |                                      |
| 2020年 | 6月25日  | ニンジャラ                                               | Switch                            | ガンホー・オンライン・エンターテイメント   | 開発協力                             |
| 2020年 | 9月1日   | スーパーボンバーマン R オンライン                        | Google Stadiaほか                 | コナミデジタルエンタテインメント           | [ 13 ]                               |
| 2022年 | 10月27日 | VOIDCRISIS                                               | Steam                             | ヘキサドライブ                             |                                      |
| 2023年 | 5月20日  | BRIGHT TRACER                                            | Steam                             | ヘキサドライブ                             |                                      |
| 2023年 | 9月14日  | スーパーボンバーマン R 2                                 | Switch・PS5・PS4 XBX・XONE・Steam | コナミデジタルエンタテインメント           |                                      |
| 2024年 | 2月1日   | サイレントヒル: ザ ショートメッセージ                    | PS5                               | コナミデジタルエンタテインメント           |                                      |
| 2024年 | 3月7日   | Fit Boxing feat. 初音ミク -ミクといっしょにエクササイズ- | Switch                            | イマジニア                                 |                                      |
| 2024年 | 5月30日  | NicO ・いってきますのお部屋                              | iOS/Android                       | ヘキサドライブ                             |                                      |
| 未公表 | 未公表   | ドラゴンクエストXII 選ばれし運命の炎                     | 未公表                            | スクウェア・エニックス                     | [ 14 ]                               |